# 85 Водолея
85 Водолея (лат. 85 Aquarii, HD 218173) — одиночная звезда в созвездии Водолея на расстоянии приблизительно 560 световых лет (около 172 парсеков) от Солнца. Видимая звёздная величина звезды — +6,69m.

## Характеристики
85 Водолея — бело-голубая звезда спектрального класса B9V. Радиус — около 3,09 солнечных, светимость — около 104,96 солнечных. Эффективная температура — около 9303 К.